# قرار مجلس الأمن التابع للأمم المتحدة
قرار مجلس الأمن التابع للأمم المتحدة هو قرار الأمم المتحدة يتم اعتماده من قبل الأعضاء الخمسة عشر لمجلس الأمن في الأمم المتحدة وهو المكلف «بالتبعات الرئيسية في أمر حفظ السلم والأمن الدولي». ينص ميثاق الأمم المتحدة في المادة 27 على أن جميع القرارات غير الإجرائية تصدر بموافقة تسعة أو أكثر من أعضاء المجلس الخمسة العشر من بينها الدول الخمس دائمة العضوية، وبالتالي فإن الميثاق يمنح أي من الدول دائمة العضوية الحق بعدم تمرير أي قرار غير إجرائي حتى إذا حصل على موافقة أغلبية الأعضاء، وهو ما أطلق عليه اسم حق النقض (الفيتو). أما القرارات الإجرائية فيتم اعتمادها بموافقة تسعة أعضاء على الأقل. الدول الخمس دائمة العضوية هي جمهورية الصين الشعبية (والتي حلت محل جمهورية الصين عام 1971) و‌فرنسا و‌روسيا (التي حلت محل الاتحاد السوفيتي عام 1991) و‌المملكة المتحدة و‌الولايات المتحدة.
بلغ عدد القرارات التي اعتمدها مجلس الأمن حتى نهاية العام 2024 2767 قرار.

## الشروط والوظائف وفق ميثاق الأمم المتحدة
إن ميثاق الأمم المتحدة هو معاهدة متعددة الأطراف، وهو وثيقة دستورية توزع السلطات والوظائف بين فروع (هيئات) الأمم المتحدة، ويخول مجلس الأمن اتخاذ الإجراءات نيابة عن الأعضاء واتخاذ القرارات والتوصيات. لا يذكر الميثاق إن كانت القرارات ملزمة أو غير ملزمة، ولكن أشارت فتوى محكمة العدل الدولية في قضية «التعويضات» لعام 1949 إلى أن منظمة الأمم المتحدة تتمتع بصلاحيات صريحة وضمنية. استشهدت المحكمة بالمادتين 104 و 2 (5) من الميثاق، ولاحظت أن الأعضاء منحوا المنظمة السلطة القانونية اللازمة لممارسة وظائفها وتحقيق أغراضها كما هو محدد (أو متضمن) في الميثاق، وأنهم وافقوا على منح الأمم المتحدة كل مساعدة في أي عمل يتم اتخاذه وفقاً للميثاق.
تنص المادة 25 من الميثاق على «يتعهد أعضاء الأمم المتحدة بقبول قرارات مجلس الأمن وتنفيذها وفق هذا الميثاق». ينص «مرجع ممارسات هيئات الأمم المتحدة» إنه خلال مؤتمر الأمم المتحدة المعني بالمنظمة الدولية الذي انعقد في سان فرانسيسكو عام 1945، فشل محاولات لتقييد التزامات الأعضاء ضمن المادة 25 من الميثاق لتلك القرارات التي اتخذتها المجلس في ممارسة سلطاته المحددة بموجب الفصول السادس والسابع والثامن من الميثاق. وذُكر في ذلك الوقت أن هذه الالتزامات تنبع أيضاً من السلطة المخولة للمجلس بموجب المادة 24 (1) للتصرف نيابة عن الأعضاء أثناء ممارسة مسؤوليته في الحفاظ على السلم والأمن الدوليين. إن تفسير المادة 24 مفسرة بهذا المعنى يجعلها مصدراً للسلطة يمكن الاعتماد عليها لمواجهة المواقف التي لا تغطيها الأحكام الأكثر تفصيلاً في المواد التالية. يقول المرجع المتعلق بالمادة 24: «إن مسألة ما إذا كانت المادة 24 تمنح صلاحيات عامة لمجلس الأمن لم تعد موضوعا للنقاش عقب فتوى محكمة العدل الدولية الصادرة في 21 حزيران / يونيو 1971 فيما يتعلق بمسألة ناميبيا ( تقارير محكمة العدل الدولية ، 1971 ، الصفحة 16)».
في الحالات التي لم يتم ذكر أي من مواد الميثاق استند عليها مجلس الأمن بإصدار قراره، فإنه يلزم وجود تفسير دستوري. في بعض الأحيان، قد يؤدي هذا إلى بعض الغموض فيما يتعلق بما يرقى إلى مستوى قرار مقابل توصية، وكذلك أهمية وتفسير عبارة «وفقاً لهذا الميثاق».
القرارات الصادرة عن مجلس الأمن ملزمة قانوناً. إذا لم يتوصل المجلس إلى إجماع أو توافق لتمرير قرار ما، يمكن للمجلس إصدار بيان رئاسي (مجلس الأمن) غير ملزم بدلاً من القرار ويتم إقراره بالإجماع. والمقصود منها تطبيق ضغط سياسي وتحذير أن المجلس مهتم بهذه المسألة وقد يأخذ إجراءات أبعد من ذلك لاحقاً.
يتم إصدار بيانات صحفي عادة كل من قرار أو بيان رئاسي، وتحمل نص الوثيقة التي اعتمدتها الهيئة وكذلك بعض النصوص التفسيرية. ويمكن أيضاً إعلان بيان صحفي بشكل مستقل بعد اجتماع مهم.

## وصلات خارجية
- الموقع الرسمي لمجلس الأمن متضمناً النصوص الكاملة لجميع قراراته